# PLOT (Magazin)
PLOT ist eine deutschsprachige Fachzeitschrift für Szenografie aus Stuttgart.
Sie erscheint jährlich mit einer Auflage von 5000 Exemplaren. 
PLOT erschien erstmals am 20. November 2008 und richtet sich an Szenografen, (Innen-)Architekten, Bühnen- und Szenenbildner, Werbeagenturen sowie Messe-, Event- und Ausstellungsgestalter. Inhaltlich gliedert sich das Magazin in die Bereiche „Ausstellungsgestaltung“, „Markenwelten“, „Film- und Bühnenarchitektur“ und „Neue Welten“.

## PLOT Online
PLOTmag.com ist die offizielle Webpräsenz des Stuttgarter Verlags. Sie erweitert das Printmagazin multimedial und bietet mit redaktionellen und aktuellen Beiträgen aus den Rubriken „News“, „Jobs“, „Termine“, „Studium“ und „Produkte“ einen Überblick über die Szene.

## Auszeichnungen
PLOT wurde von der Deutschen Fachpresse als Fachmedium des Jahres 2010 ausgezeichnet. PLOT erhielt den Sonderpreis der Jury als „Beste Neugründung“. Die Jury würdigte vor allem „die innovative und mutige Gestaltung und Ausstattung und die vom Start weg internationale Ausrichtung“.